# Isiah Whitlock jr.
Isiah Whitlock jr. (South Bend (Indiana), 13 september 1954) is een Amerikaans acteur.

## Biografie
Whitlock jr. heeft gestudeerd aan de Southwest Minnesota State University in Marshall (Minnesota) waar hij aangenomen werd met een footballbeurs. Door een ernstige verwonding moest hij stoppen met football en ging toen zich richten op theater. Na het afstuderen in 1976 verhuisde hij naar San Francisco en ging daar studeren aan de American Conservatory Theater.
Whitlock jr. begon met acteren in 1987 met de televisieserie Cagney and Lacey. Hierna heeft hij nog meerdere rollen gespeeld in televisieseries en films zoals Goodfellas (1990), 25th Hour (2002), 1408 (2007), The Wire (2002-2008) en Twelve (2010).
Whitlock Jr. is ook actief in het theater, zo maakte hij in 1989 zijn debuut op Broadway in 1989 met het toneelstuk Mastergate. Hierna heeft hij nog tweemaal gespeeld op Broadway, in 1989 met het toneelstuk The Merchant of Venice en in 1999 met het toneelstuk The Iceman Cometh.

## Filmografie

### Films
Selectie:
- 2023 Cocaine Bear - als Bob
- 2022 Lightyear - als Commander Burnside (stem)
- 2020 I Care a Lot - als rechter Lomax
- 2020 Da 5 Bloods - als Melvin
- 2018 The Old Man & the Gun - als rechercheur Gene Dentler
- 2018 BlacKkKlansman - als mr. Turrentine
- 2017 Cars 3 - als River Scott (stem)
- 2016 Pete's Dragon - als sheriff Dentler
- 2014 The Angriest Man in Brooklyn - als Yates
- 2013 Home - als Samuel
- 2011 Cedar Rapids – als Ronald Wilkes
- 2010 Twelve – als detective Dumont
- 2009 Brooklyn's Finest – als onderzoeker
- 2007 Enchanted – als Ethan Banks
- 2007 1408 – als monteur van hotel
- 2002 25th Hour – als agent Flood
- 1996 Everyone Says I Love You – als politieagent
- 1990 Goodfellas – als dokter
- 1990 Gremlins 2: The New Batch – als brandweerman

### Televisieseries
Uitgezonderd eenmalige gastrollen.
- 2025 The Residence - als Larry Dokes - 8 afl.
- 2020 - 2023 Your Honor - als Charlie - 19 afl.
- 2022 Woke - als mr. Jackson - 2 afl.
- 2018 The Good Cop - als Burl Loomis - 10 afl.
- 2017 Survivor's Remorse - als Samuel Jordan - 4 afl.
- 2017 The Mist - als Gus Bradley / Gus Redman - 8 afl.
- 2012 - 2015 Law & Order: Special Victims Unit - als inspecteur Reece - 3 afl.
- 2013 - 2014 Veep - als George Maddox - 7 afl.
- 2013 Lucky 7 - als Bob Harris - 6 afl.
- 2013 Late Night with Jimmy Fallon - als Trent - 2 afl.
- 2012 Louie - als Alphonse - 2 afl.
- 2012 Smash – als Ronald Strickland – 2 afl.
- 2001 – 2011 Law & Order: Criminal Intent – als rechercheur – 3 afl.
- 2011 Onion SportsDome – als Wally Wright – 2 afl.
- 2010 Rubicon – als Mr. Roy – 6 afl.
- 2002 – 2008 The Wire – als R. Clayton Davis – 25 afl.
- 2001 Ed – als Tim Unger – 2 afl.
- 1997 Liberty! The American Revolution – als Luke de slaaf – 6 afl.

- Gemeinsame Normdatei: 1016932286
- Library of Congress Control Number: no2005002884
- Nationale Bibliotheek van Israël: 987007347671405171
- Virtual International Authority File: 203825741
- WorldCat: E39PBJhxjVBBhPdG4WM4fcbWXd